# كريستيان بيك (كاتب)
كريستيان بيك هو كاتب وشاعر بلجيكي، ولد في 4 يناير 1879 في فيرفييتوا في بلجيكا، وتوفي في 29 فبراير 1916 في منتون في فرنسا.